# Julio César Enciso
Julio César Enciso, född den 5 augusti 1974 i Capiatá, är en paraguayansk före detta fotbollsspelare. Vid fotbollsturneringen under OS 2004 i Aten deltog han det paraguayanska U23-laget som tog silver. 